# 海德 (阿美族)
海德（阿美語：Hadai/Haday），是台灣阿美族南勢群傳統信仰中的一種居住在河中的死靈。

## 簡述
海德是魚王之靈，住在河中。如果族人想要抓河裡的魚，必須遵守相關的捕魚禁忌，不然會遭受到海德的詛咒。

### 案例
- 傳說中有一個人在前往奇萊溪（花蓮溪的支流）捕魚的時候因為事先吃了肉，使得就算河裡有很多魚也始終抓不到魚，網子拉上來時裡面只有一個人頭，正張開眼睛和嘴巴怒視著他，嚇得當場跑走，但裝著人頭的網子卻一直纏在手上甩不掉，還感覺到有隻隱形的手在觸摸自己的背，這才想起自己觸犯禁忌而連忙向海德祈禱，詭異的現象才消失[1][2]。
- 有人在河邊捕魚前忘了向海德祈禱，因此在他把漁網拉起來的時候，河中突然出現好幾個拿著長矛的亡靈追殺他，他雖然努力想要逃跑但卻一直感覺矛尖戳著自己的背，直到在昏倒前才想起自己觸犯禁忌，在夢裡向海德道歉，亡靈才沒有傷害他[1][2]。

## 語意
「海德」一詞在阿美語裡有「漂泊、漂流」的意思，海德傳說很有可能來自對於溺死亡靈的敬畏。